# Sóng Alfvén
Sóng Alfvén là một loại sóng từ thủy động lực, được gọi theo tên của Hannes Alfvén.

## Định nghĩa
Sóng Alfvén trong môi trường plasma có tần số thấp (so với tần số cyclotron ion) truyền đi dưới hình thức dao động của các ion và trường từ. Mật độ khối lượng ion tạo nên quán tính và đường sức từ tạo ra lực hồi phục.
Sóng lan truyền theo hướng của từ trường, mặc dù các sóng này hơi xiên một góc với từ trường và biến đổi thành sóng từ âm khi phương truyền sóng vuông góc với từ trường.
Sự chuyển động của các ion và sự nhiễu loạn của từ trường là cùng một hướng và cắt ngang theo hướng lan truyền.

## Vận tốc Alfvén
Hằng số điện môi tần số thấp {\displaystyle \epsilon \,} của plasma bị từ hóa cho bởi biểu thức
{\displaystyle \epsilon =1+{\frac {c^{2}\mu _{0}\rho }{B^{2}}}~,}
với {\displaystyle B\,} là độ mạnh từ trường, {\displaystyle c\,} là vận tốc ánh sáng, {\displaystyle \mu _{0}\,} là hằng số điện môi trong chân không, và {\displaystyle \rho =\Sigma n_{s}m_{s}\,}
là mật độ khối tổng cộng của các hạt plasma mang điện. Ở đây, {\displaystyle s\,} chuyển động qua mọi khoảng trống plasma gồm cả electron và ion.
Mặc dù, vận tốc của sóng điện từ được xác định theo
{\displaystyle v=c/{\sqrt {\epsilon }}={\frac {c}{\sqrt {1+{\frac {c^{2}\mu _{0}\rho }{B^{2}}}}}}~,}
hay
{\displaystyle v={\frac {v_{A}}{\sqrt {1+v_{A}^{2}/c^{2}}}}~,}
với
{\displaystyle v_{A}={\frac {B}{\sqrt {\mu _{0}\rho }}}}
là vận tốc Alfvén. Nếu {\displaystyle v_{A}\ll c}, thì {\displaystyle v\approx v_{A}}. Mặc khác, khi {\displaystyle v_{A}\approx c}, thì {\displaystyle v\approx c}. Do đó, với mật độ thấp hay độ lớn từ trường mạnh thì vận tốc sóng Alfvén sẽ gần bằng với tốc độ ánh sáng, và sóng Alfvén sẽ trở thành sóng điện từ.
Bỏ qua sự đóng góp của các electron đối với mật độ khối lượng và giả định rằng chỉ có một nhóm ion riêng lẻ, ta có
{\displaystyle v_{A}={\frac {B}{\sqrt {\mu _{0}n_{i}m_{i}}}}~~} theo SI
{\displaystyle v_{A}={\frac {B}{\sqrt {4\pi n_{i}m_{i}}}}~~} theo CGS
{\displaystyle \qquad \ \approx (2.18\times 10^{11}\,{\mbox{cm/s}})\,(m_{i}/m_{p})^{-1/2}\,(n_{i}/{\rm {cm}}^{-3})^{-1/2}\,(B/{\rm {gauss}})}
với {\displaystyle n_{i}\,} là mật độ số lượng ion và {\displaystyle m_{i}\,} là khối lượng ion.

## Trường hợp tương đối tính
Vận tốc sóng Alfvén tổng quát được Gedalin (1993) định nghĩa như sau:
{\displaystyle v={\frac {c}{\sqrt {1+{\frac {e+P}{2P_{m}}}}}}~,}
với
{\displaystyle e\,} là mật độ năng lượng tổng của các hạt plasma, {\displaystyle P\,} là áp lực plasma tổng, và {\displaystyle P_{m}=B^{2}/2\mu _{0}\,} là áp lực từ trường. Trong giới hạn không tương đối {\displaystyle P\ll e\approx \rho c^{2}}, và chúng ta nhận được biểu thức như đề cập ở trên.